# حيض
الحَيْض في اللغة هو السيلان، يقال حاضت الشجرة إذا سال منها الصمغ. ويصف الحيض في علم الأحياء نزول الدم من رحم أنثى الإنسان وبعض الثدييات الأخرى في فترة الخصوبة.
يحدث الحيض مع تخلص الرحم بشكل دوري من جداره الذي يتجدد أيضا بشكل دوري في دورة هرمونية تتراوح مدتها ما بين 21 يوما و35 يوما بمتوسط 28 يوما. 13% فقط من النساء يحضن كل 28 يوما.
سائل الحيض هو السائل الطبيعي الوحيد نزولا من الرحم، أغلبه من خلايا الدم مع بعض الخلايا الجدارية والسوائل المخاطية. تختلف كميته من امرأة لأخرى ما بين 30 مللتر وحتى 100 مللتر كحد أقصى. أي حيض يزيد عن تلك الكمية يعد نزفا مرضيا. تتراوح مدة الحيض - ولا علاقة لها بكميته - ما بين يومين وستة أيام، تختلف بين امرأة وأخرى وقد تختلف على مدى مدة خصوبة المرأة.
وبالرغم من أن الحيض نفسه مرتبط بالدورة الشهرية الهرمونية، فهو غير مرتبط بالتبويض، حيث يحدث الحيض بشكل طبيعي حتى في الدورات غير التبويضية، مثل أول الدورات الشهرية بعد نهاية البلوغ أو الدورات الأخيرة قبل أنقطاع الحيض بعد انتهاء فترة خصوبة المرأة، أو في حالة تعاطي حبوب منع الحمل والتوقف عنها قبل موعد الحيض الطبيعي. , وعملياً يتوقف الحيض مع حدوث الحمل أو في أثناء فترة الرضاعة. عند توقف الحيض أثناء مرحلة خصوبة المرأة لمدة تزيد عن 90 يوماً يجب عمل بعض الفحوصات الطبية حيث أن بعض الحالات المرضية قد تحدث نتيجة توقف الحيض.
يختلف سن بداية الحيض بشكل واسع ما بين 11 عام و18 عام ويشهد حاليا انخفاضا عالميا طرحت الكثير من النظريات لتفسيره، أشهرها الاستخدام الواسع للهرمونات في الأطعمة. يعد متوسط بداية الحيض - وبداية الدورة الشهرية ثلاثة عشر عام ونصف. تختلف فترات بداية الحيض بين الأجناس المختلفة وتبدأ في أعمار أقل لدى الأفريقات منها لدى القوقازيات.
يختلف أيضا طيف سن انقطاع الحيض (إليأس) بشكل أوسع ما بين 40 عاما و55 عاما. يرتبط انقطاع الحيض في معظم المدارس العلمية بما يسمى «أعراض ما بعد انقطاع الحيض». الحيض الذي يقع ما بين الشهور الأخيرة وحتى السنوات الأخيرة من عمر الخصوبة لدى المرأة عادة ما يكون دون تبويض.
يرتبط الحيض أيضا بمتلازمتين شهيرتين معرفتين بشكل تقريبي وغير متفق عليهما علميا هما: متلازمة أعراض ما قبل الحيض، ومتلازمة عسر الحيض.
يرتبط الحيض بمفاهيم وإجراءات عدة في الديانات والثقافات المختلفة.

## دورة الشبق لدى الثدييات الأخرى
تختلف دورة الشبق في الثدييات عن دورة الحيض لدى الإنسان في عدم حدوث نزف فيها، إذ يحدث امتصاص لبطانة الرحم، وتتأثر دورة الشبق بتغيرات الطقس، أما في أنثى الإنسان، فتتكون البويضات طوال العام.
وتمر دورة الشبق بأربع مراحل، في المرحلة الأولى proestrus ينبه الهرمون المنشط للحوصلة والهرمون المنشط للجسم الأصفر، المبيض لإفراز إستروجن وبروجسترون الذين يعملان على نمو قناة البيض والرحم والمهبل، كما يزداد حجم الحويصلات في المبايض، وتلي هذه المرحلة مرحلة الشبق estrus، وتتميز باستجابة الأنثى للذكر، وتتم فيها عملية الجماع، وعملية الإباضة وانطلاق البويضة نحو قناة البيض، التي يتكون منها الجسم الأصفر الذي يفرزه بروجسترون ويستمر بالإفراز طيلة فترة الحمل.
ويلي مرحلة الشبق المرحلة الثالثة التي تحدث فيها تغيرات في الرحم استعداداً لانزراع الجنين، والمرحلة الأخيرة من الدورة يضمر فيها الجسم الأصفر. وجدير بالذكر ان هذه الدورة تتكرر عدة مرات في العام لدى بعض الحيوانات polystrus مثل الفأر والفيل، وهناك حيوانات تتم دورتها مرة كل عام monoestrus مثل الثعالب والدببة.